# بوهدان ایهور انتونیچ
بوهدان ایهور انتونیچ (اوکراینی: Богдан-Ігор Антонич؛ ۵ اکتبر ۱۹۰۹ – ۶ ژوئن ۱۹۳۷) شاعر، نویسنده، مترجم، و متخصص ادبیات اهل اتریش-مجارستان بود.